# 富克斯湖
富克斯湖（德語：Fuchsweiher）是德國巴登-符騰堡州的湖泊，位於該國西南部，處於羅特河畔羅特，長0.5公里、寬0.4公里，面積0.03平方公里，海拔高度605米，平均水深2.1米，最大水深5.5米，水體容量6萬立方米。